# Даудзесская волость
Даудзесская волость (латыш. Daudzeses pagasts) — одна из территориальных единиц Айзкраукльского края Латвии. Граничит с Серенской и Сецской волостями своего края.
Крупнейшими населёнными пунктами волости являются: Даудзева (волостной центр), Даудзесе, Лачи. 
По территории волости протекают реки: Дзеньупире, Эллите, Гирупе, Иецава, Иоргеленупите, Юга, Лауце, Палупите, Виесите. 70% территории волости занимают леса, построен комплекс водоочистных сооружений. 

## История
В 1898 году на территории нынешней Даудзесской волости проживало 1075 жителей, было 76 населённых пунктов, две помещичьи усадьбы, семь домиков лесника, каменная церковь и корчма.
Во время 1-й Мировой войны волость была занята немцами. 13 апреля 1916 года на защищённую зенитными орудиями железнодорожную станцию «Даудзева» совершил налёт бомбардировщик «Илья Муромец-№10» поручика Констенчика, в состав экипажа которого входил моторист Марсель Пля, чернокожий гражданин Франции. Во многом благодаря действиям последнего повреждённый аэроплан смог долететь обратно до аэродрома и совершить посадку.
В 1935 году Даудзесская волость Екабпилсского уезда занимала площадь 111,7 км², которую населяли 1246 жителей. В 1945 году были созданы Даудзесский и Узварский сельские советы.
После отмены в 1949 году волостного деления Даудзесский сельсовет поочерёдно входил в состав Яунелгавского (1949—1956), Екабпилсского (1956—1967) и Стучкинского(Айзкраукльского) (1967—2009) районов. В 1954 году к Даудзесскому сельсовету был присоединён ликвидированный Узварский сельсовет.
В 1990 году Даудзесский сельсовет был реорганизован в волость. В 2009 году, по окончании латвийской административно-территориальной реформы, Даудзесская волость вошла в состав Яунелгавского края.
В 2021 году в результате новой административно-территориальной реформы Яунелгавский край был упразднён, а Даудзесская волость была включена в Айзкраукльский край.